# Hannah Montana 3
Hannah Montana 3 é a trilha sonora da terceira temporada da série original do Disney Channel Hannah  Montana. Treze de suas catorze faixas são interpretadas pela protagonista Miley Cyrus, sendo creditada por sua personagem titular da série. Outro ator Mitchel Musso contribui com uma faixa, enquanto David Archuleta e Corbin Bleu aparecem como artistas convidados. Hannah Montana 3 é um álbum pop rock que incorpora elementos do pop adolescente, country pop e pop punk. 
Hannah Montana 3 recebeu críticas majoritariamente favoráveis, que apreciaram a combinação de faixas dançantes e baladas mid-tempo. Estreou na segunda posição da Billboard 200, vendendo 137 mil cópias em sua primeira semana.
"Supergirl" foi lançada como o único single em 28 de agosto de 2009 em formato de CD e download digital. Diversos singles promocionais também foram lançados precedentes a trilha sonora. 

## Antecedentes e lançamento
Durante 2008 e 2009, Cyrus gravou canções para a terceira temporada da série de televisão e para Hannah Montana: O Filme, o longa-metragem baseado no programa. "Let's Do This" e "Let's Get Crazy" foram lançadas primeiramente na trilha sonora do filme, sendo também incluidas em Hannah Montana 3. Vários produtores e compositores trabalharam nas canções do álbum, incluindo a jurada do American Idol, Kara DioGuardi, que co-produziu e co-escreveu "Mixed Up", "He Could Be the One", "Supergirl" e "Don't Wanna Be Torn". A equipe de escritores de "The Best of Both Worlds", Matthew Gerrard e Robbie Nevil, também contribuíram para o álbum, em "Ice Cream Freeze (Let's Chill)". A única música que não possui vocais de Cyrus é a faixa "Let's Make This Last 4Ever", interpretada por Mitchel Musso, co-estrela de Hannah Montana. Dois duetos, embora ambos tenham sido originalmente gravados apenas por Cyrus: "I Wanna Know You" com David Archuleta e uma nova versão de "If We Were a Movie" com Corbin Bleu que foi usada no final da segunda temporada, também são apresentados no álbum.
O álbum foi lançado em CD e download digital em 3 de julho de 2009 na Alemanha, sendo lançado dias depois em 7 de julho nos Estados Unidos. O CD físico abre um acesso especial ao vídeo do show de Hannah Montana 3 como um bônus. No Reino Unido, no dia 7 de setembro de 2009, foi lançada uma edição especial do álbum, com capa um pouco diferente (um título no topo dizendo que é uma edição especial), e com CD e DVD. O DVD trazia os 8 videoclipes ao vivo; o conjunto também incluiu um pôster e conteúdo bônus para computador. Essa mesma edição também foi lançada no Brasil no mesmo ano. Em 30 de outubro de 2009, a Walt Disney Records lançou uma versão em karaokê do álbum intitulado Disney's Karaoke Series: Hannah Montana 3, a data de lançamento original era 13 de outubro de 2009, o motivo da mudança é desconhecido. O álbum traz oito versões karaokês e oito versões vocais das canções da trilha sonora.

## Singles
O videoclipe de "It's All Right Here" estreou no Disney Channel em 7 de novembro de 2008. A faixa atingiu o pico de 24 na Bubbling Under Hot 100 Singles. O videoclipe de "Let's Do This" estreou no Disney Channel em 13 de dezembro de 2008. A canção estreou e atingiu o número 23 na Bubbling Under Hot 100 Singles. "Let's Get Crazy" foi usada pela primeira vez em Hannah Montana: O Filme e apresentado na trilha sonora do mesmo, antes de ser usado na série. O videoclipe estreou em 19 de janeiro de 2009 como parte da promoção do filme. Ela estreou e alcançou a posição 57 na Billboard Hot 100; na Canadian Hot 100, a faixa alcançou a posição 26, sendo o maior desempenho de Hannah na parada canadense. "Let's Get Crazy" também foi incluída no álbum de compilação Disney Channel Playlist. Foi também a única música do álbum a ser apresentada na turnê solo de Cyrus, Wonder World Tour. "I Wanna Know You" é um dueto com David Archuleta, lançado pela primeira vez na Radio Disney em 2 de maio de 2009.  A canção estreou e alcançou a posição 74 na Billboard Hot 100. "Ice Cream Freeze (Let's Chill)" estreou em 20 de junho de 2009 na Radio Disney e o videoclipe estreou no Disney Channel em 5 de junho. Alcançou o pico de 87 na Billboard Hot 100, número 57 na Canadian Hot 100 e número 90 no UK Singles Chart.
"He Could Be the One" foi usada para promover um episódio de uma hora de Hannah Montana de mesmo nome. A canção alcançou a posição número 10 na Billboard Hot 100, ficando na frente de "Obsessed" de Mariah Carey, sendo o melhor desempenho de Hannah na parada americana, superando "Life's What You Make It", de 2007. O videoclipe de "Just a Girl" estreou em 30 de junho de 2009. "Supergirl" é o primeiro e único single oficial da trilha sonora e estreou em 2 de julho de 2009, alcançando a quinta posição na Bubbling Under Hot 100 Chart, logo abaixo de "Don't Wanna Be Torn". Foi posteriormente editada em CD na Alemanha em 28 de agosto de 2009, com "Every Part of Me" como lado B. A faixa atingiu o número 42 no país. "Every Part of Me" estreou na Radio Disney em 16 de setembro de 2009 e seu videoclipe estreou em 6 de outubro de 2009.

## Divulgação
Em 10 de outubro de 2008, Miley Cyrus fez um show para a terceira temporada da série, onde estreou o novo estilo de sua personagem e interpretou canções da nova temporada, com objetivo de ter filmagens para o programa e para fins promocionais, como videoclipes. O Disney Channel exibiu as apresentações do concerto de 29 de junho à 3 de julho de 2009 em preparação para o lançamento da trilha sonora. As canções tocaram diariamente de 29 de junho à 4 de julho de 2009 na Rádio Disney. O Disney Channel também usou vários segmentos comerciais para promover o álbum, incluindo um segmento no qual a co-estrela de Hannah Montana, Jason Earles, joga um jogo de charadas intitulado "Hannah Montana: Sing Whaaat", no qual Earles tenta representar os nomes de títulos de músicas da trilha sonora para competidores jogando o jogo; esses comerciais foram ao ar semanas antes e depois do lançamento do álbum. Um jogo, Rock the Beat, foi feito para promover o álbum no site oficial da Disney, apresentando oito canções na trilha sonora. A Walt Disney Records também anunciou o álbum fora da Disney, enviando comerciais para canais voltados para adolescentes. 

## Faixas
| N.º            | Título                                                         | Compositor(es)                                                                                              | Produtor(es)                                     | Duração |  |
| 1.             | "It's All Right Here"                                          | Antonina Armato, Tim James                                                                                  | Antonina Armato, Tim James                       | 3:49    |  |
| 2.             | "Let's Do This"                                                | Derek George, Tim Owens, Adam Tefteller, Ali Dee Theodore                                                   | Ali Dee Theodore, Jason Gleed, Alana Da Fonesca  | 3:32    |  |
| 3.             | "Mixed Up"                                                     | Kara DioGuardi, Marti Frederiksen                                                                           | Marti Frederiksen                                | 3:52    |  |
| 4.             | "He Could Be The One"                                          | Kara DioGuardi, Mitch Allan                                                                                 | Mitch Allan                                      | 3:00    |  |
| 5.             | "Just A Girl"                                                  | Toby Gad, Arama Brown                                                                                       | Toby Gad, Arama Brown                            | 3:35    |  |
| 6.             | "I Wanna Know You" (Dueto de Hannah Montana e David Archuleta) | Jeannie Lurie, Aristeidis Archontis, Chen Neeman                                                            | Jeannie Lurie, Aristeidis Archontis, Chen Neeman | 2:47    |  |
| 7.             | "Supergirl"                                                    | Daniel James, Kara DioGuardi                                                                                | Leah Haywood, Daniel James                       | 2:54    |  |
| 8.             | "Every Part Of Me"                                             | Adam Watts, Andy Dodd                                                                                       | Adam Watts, Andy Dodd                            | 3:30    |  |
| 9.             | "Ice Cream Freeze (Let's Chill)"                               | Matthew Gerrard, Robbie Nevil                                                                               | Matthew Gerrard                                  | 3:07    |  |
| 10.            | "Don't Wanna Be Torn"                                          | Kara DioGuardi, Mitch Allan                                                                                 | Mitch Allan                                      | 3:28    |  |
| 11.            | "Let's Get Crazy"                                              | Colleen Fitzpatrick, Michael Kotch, Dave Derby, Michael "Smidi" Smith, Stefanie Ridel, Mim Nervo, Liv Nervo | The Collective, Michael "Smidi" Smith            | 2:35    |  |
| 12.            | "I Wanna Know You" (Versão Solo de Hannah Montana)             | Jeannie Lurie, Aristeidis Archontis, Chen Neeman                                                            | Jeannie Lurie, Aristeidis Archontis, Chen Neeman | 2:46    |  |
| 13.            | "Let's Make This Last 4Ever" (Cantada Por Mitchel Musso)       | Justin Gray, Michael Raphael, Sam Musso, Mitchel Musso                                                      | Justin Gray                                      | 3:12    |  |
| 14.            | "If We Were A Movie" (Dueto de Hannah Montana e Corbin Bleu)   | Jeannie Lurie, Holly Mathis                                                                                 | Antonina Armato, Tim James                       | 3:04    |  |
| Duração total: | Duração total:                                                 | Duração total:                                                                                              | Duração total:                                   | 45:11   |  |

## CD + DVD Edição Especial
Hannah Montana 3 - CD + DVD Musical: Edição Especial é um álbum que contém um CD e um DVD. É uma edição especial lançada no Brasil e em diversos países da Europa com um CD que traz as mesmas faixas do disco original, e um DVD, que traz 8 videoclipes do show ao vivo gravado no dia 10 de Outubro de 2008, em Irvine, Califórnia.

### Músicas do DVD ao vivo
| N.º | Título                                                          | Duração |  |
| 1.  | "It's All Right Here" (Chyroned Full Length Version)            | 3:49    |  |
| 2.  | "Let's Get Crazy" (Chyroned Full Length Version)                | 2:35    |  |
| 3.  | "Ice Cream Freeze (Let's Chill)" (Chyroned Full Length Version) | 3:07    |  |
| 4.  | "Supergirl" (Chyroned Full Length Version)                      | 2:54    |  |
| 5.  | "Just a Girl" (Chyroned Full Length Version)                    | 3:35    |  |
| 6.  | "Every Part of Me" (Chyroned Full Length Version)               | 3:30    |  |
| 7.  | "Mixed Up" (Chyroned Full Length Version)                       | 3:52    |  |
| 8.  | "Let's do This" (Chyroned Full Length Version)                  | 3:32    |  |

## Disney Karaoke Series: Hannah Montana 3
Disney Karaoke Series: Hannah Montana 3 é o 4º CD da série de Karaokês da Disney que conta com as músicas da personagem  Hannah Montana, desta vez, vindas da trilha da 3.ª temporada, novamente com músicas Karaokês (Instrumentais) e Vocais.

### Faixas
| Karaoke (Instrumental) version |                                  | |                |         |  |
| N.º                            | Título                           | Compositor(es)                                                                                              | Artista        | Duração |  |
| 1.                             | "Let's Get Crazy"                | Colleen Fitzpatrick, Michael Kotch, Dave Derby, Michael “Smidi” Smith, Stefanie Ridel, Mim Nervo, Liv Nervo | Hannah Montana |         |  |
| 2.                             | "Supergirl"                      | Kara DioGuardi, Dan James                                                                                   | Hannah Montana |         |  |
| 3.                             | "Don't Wanna Be Torn"            | DioGuardi, Mitch Allan                                                                                      | Hannah Montana |         |  |
| 4.                             | "Ice Cream Freeze (Let's Chill)" | Matthew Gerrard, Robbie Nevil                                                                               | Hannah Montana |         |  |
| 5.                             | "Every Part of Me"               | Adam Watts, Andy Dodd                                                                                       | Hannah Montana |         |  |
| 6.                             | "Just a Girl"                    | Toby Gad, Arama Brown                                                                                       | Hannah Montana |         |  |
| 7.                             | "He Could Be the One"            | DioGuardi, Allan                                                                                            | Hannah Montana |         |  |
| 8.                             | "I Wanna Know You"               | Jeannie Lurie, Aristeidis Archontis, Chen Neeman                                                            | Hannah Montana |         |  |

| Vocal version |                                  | |                |         |  |
| N.º           | Título                           | Compositor(es)                                                                                              | Artista        | Duração |  |
| 9.            | "Let's Get Crazy"                | Colleen Fitzpatrick, Michael Kotch, Dave Derby, Michael “Smidi” Smith, Stefanie Ridel, Mim Nervo, Liv Nervo | Hannah Montana |         |  |
| 10.           | "Supergirl"                      | Kara DioGuardi, Dan James                                                                                   | Hannah Montana |         |  |
| 11.           | "Don't Wanna Be Torn"            | DioGuardi, Mitch Allan                                                                                      | Hannah Montana |         |  |
| 12.           | "Ice Cream Freeze (Let's Chill)" | Matthew Gerrard, Robbie Nevil                                                                               | Hannah Montana |         |  |
| 13.           | "Every Part of Me"               | Adam Watts, Andy Dodd                                                                                       | Hannah Montana |         |  |
| 14.           | "Just a Girl"                    | Toby Gad, Arama Brown                                                                                       | Hannah Montana |         |  |
| 15.           | "He Could Be the One"            | DioGuardi, Allan                                                                                            | Hannah Montana |         |  |
| 16.           | "I Wanna Know You"               | Jeannie Lurie, Aristeidis Archontis, Chen Neeman                                                            | Hannah Montana |         |  |

## Histórico de lançamento
| País           | Data                 |
| -------------- | -------------------- |
| França         | 5 de julho de 2009   |
| Reino Unido    | 6 de julho de 2009   |
| Argentina      | 7 de julho de 2009   |
| Canadá         | 7 de julho de 2009   |
| Chile          | 7 de julho de 2009   |
| Colômbia       | 7 de julho de 2009   |
| Estados Unidos | 7 de julho de 2009   |
| México         | 7 de julho de 2009   |
| Porto Rico     | 7 de julho de 2009   |
| Espanha        | 7 de julho de 2009   |
| Brasil         | 12 de agosto de 2009 |
| Áustria        | 12 de Agosto de 2009 |
| Alemanha       | 12 de Agosto de 2009 |